# Grünhornhütte
Die Grünhornhütte ist eine Berghütte der Sektion Tödi des Schweizer Alpen-Clubs (SAC). Sie ist die erste Berghütte für Alpinisten, die vom Schweizer Alpen-Club noch in dessen Gründungsjahr 1863 erstellt wurde. Sie liegt südlich von Linthal im Kanton Glarus auf 2448 m ü. M. in den Glarner Alpen an der Ostflanke des Tödis in der Nähe des Bifertenfirns. 
Ihren Namen hat sie vom Grünhorn, einem 2953 m ü. M. hohen Vorgipfel des Tödis, auf dessen Ostgrat sie liegt. Der Tödi kann von hier in etwa fünf Stunden bestiegen werden. Im Winter ist sie nicht zugänglich.

## Geschichte

Grünhornhütte, ca. 1905

Anfangs bestand die Grünhornhütte nur aus niedrigen Mauern, über die die Berggänger nachts eine Plane zogen. Später wurde sie ausgebaut und immer beliebter, so dass wegen des Platzmangels 1890 die Fridolinshütte errichtet wurde. 1898 wurde die einfache Unterkunft am Grünhorngrat durch eine Holzhütte ersetzt.
Die Hütte hatte acht Plätze. Sie wurde nicht bewirtschaftet und diente lediglich als Notlager. Ihr Zustand wird mit „Museumscharakter“ beschrieben. Seit 2011 ist sie geschlossen und steht auch als Notunterkunft nicht mehr zur Verfügung. Sie kann aber seit 2013 besichtigt werden, den Zugang vermittelt die Fridolinshütte.

## Zugang
Die Hütte liegt oberhalb der Fridolinshütte. Der Zugang erfolgt von Linthal über Tierfehd, Vorder Sand, Hinter Sand und die Fridolinshütte. Die Gehzeit ab Linthal beträgt rund 6½ Stunden.

## Benachbarte Hütten
- Fridolinshütte, 2111 m ü. M., Distanz: 1,4 km
- Camona da Punteglias, 2311 m ü. M., Distanz: 3,9 km
- Planurahütte, 2947 m ü. M., Distanz: 4,8 km
- Claridenhütte, 2453 m ü. M., Distanz: 5,5 km
- Bifertenhütte, 2482 m ü. M., Distanz: 6,5 km

## Gipfel
- Grünhorn, 2953 m ü. M., Distanz: 0,5 km
- Gelbe Wand, 2807 m ü. M., Distanz: 0,7 km
- Bündner Tödi, 3124 m ü. M., Distanz: 1 km
- Bifertenstock, 3421 m ü. M., Distanz: 1,4 km
- Tödi, 3614 m ü. M., Distanz: 3 km